# Rigai vár
A rigai vár (lettül: Rīgas pils) a Daugava folyó partján fekvő vár Rigában, Lettország fővárosában. A várat 1330-ban alapították, de 1497 és 1515 között jelentősen átépítették. Miután 1641-ben elfoglalták a svédek, több épületszárnyat építettek. Az erődítményt a 17. és 19. század között folyamatosan bővítették és újjáépítették. Az 1930-as években Eižens Laube építész vezetésével újították fel. A lett kormány 1938-ban nyilvánította rezidenciájává a várat. Ma Lettország elnökének hivatalos rezidenciája, valamint számos múzeum otthona.

## Története

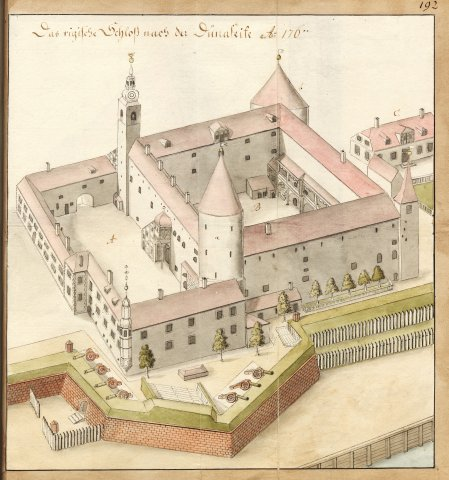
A rigai vár, amelyet az 1600-as években bővítettek a svédek.

A vár a Riga és a Kardtestvérek rendje között létrejött szerződés alapján épült meg, de a 13. században a rigaiak fellázadtak a rend ellen és lerombolták a város központjában álló eredeti várat. A rigai lakosokkal való állandó konfliktusok miatt a lovagrend úgy döntött, hogy nem építik újra az eredeti várat, hanem a város határain kívül építenek egyet. A Szentlélek szerzetesrend menedékhelyének és kórházának a helyét választották ki, így a szerzetesrendet az eredeti vár helyére költöztették. A vár a Kardtestvérek rendjének nagymesterének reizdenciájaként szolgált, de a rigai lakosokkal való folyamatos konfliktusok miatt a Cēsis várba költöztek és végül 1484-ben a rigaiak elpusztították a várat. Riga azonban végül elvesztette a harcot és kénytelenek voltak a lakosok újjáépíteni a várat, amelyet 1515-re fejeztek be. Az 1561-es vilniusi békeszerződés után a lovagrend megszűnt és a vár litván, 1569-től lengyel-litván fennhatóság alá került. 1621-ben svéd uralom alá került, így a várat a svéd közigazgatás otthonául használták.
Miután a várost a 18. század elején az Orosz Birodalom megszerezte, a vár a rigai kormányzóság központja, a főkormányzó rezidenciája volt és ott működtek a kormányzóság bíróságai is.
1922 óta a vár Lettország elnökének rezidenciája.
A szovjet megszállás után a várban 1940-1941 között a Lett Szovjet Szocialista Köztársaság Népbiztosainak Tanácsa működött. 1941 januárjában a lett népbiztosok úgy döntöttek, hogy a rigai várat a szovjet úttörőmozgalom számára rendelkezésre bocsájtják, akik a vár északi részét foglalták el, amely így Úttörővár néven vált ismertté.
1988. november 11-én ismét kitűzték a lett nemzeti lobogót a vártoronyban. Lettország függetlenségének helyreállítása után 1994-ben északi része ismét Lettország elnökének rezidenciája lett.

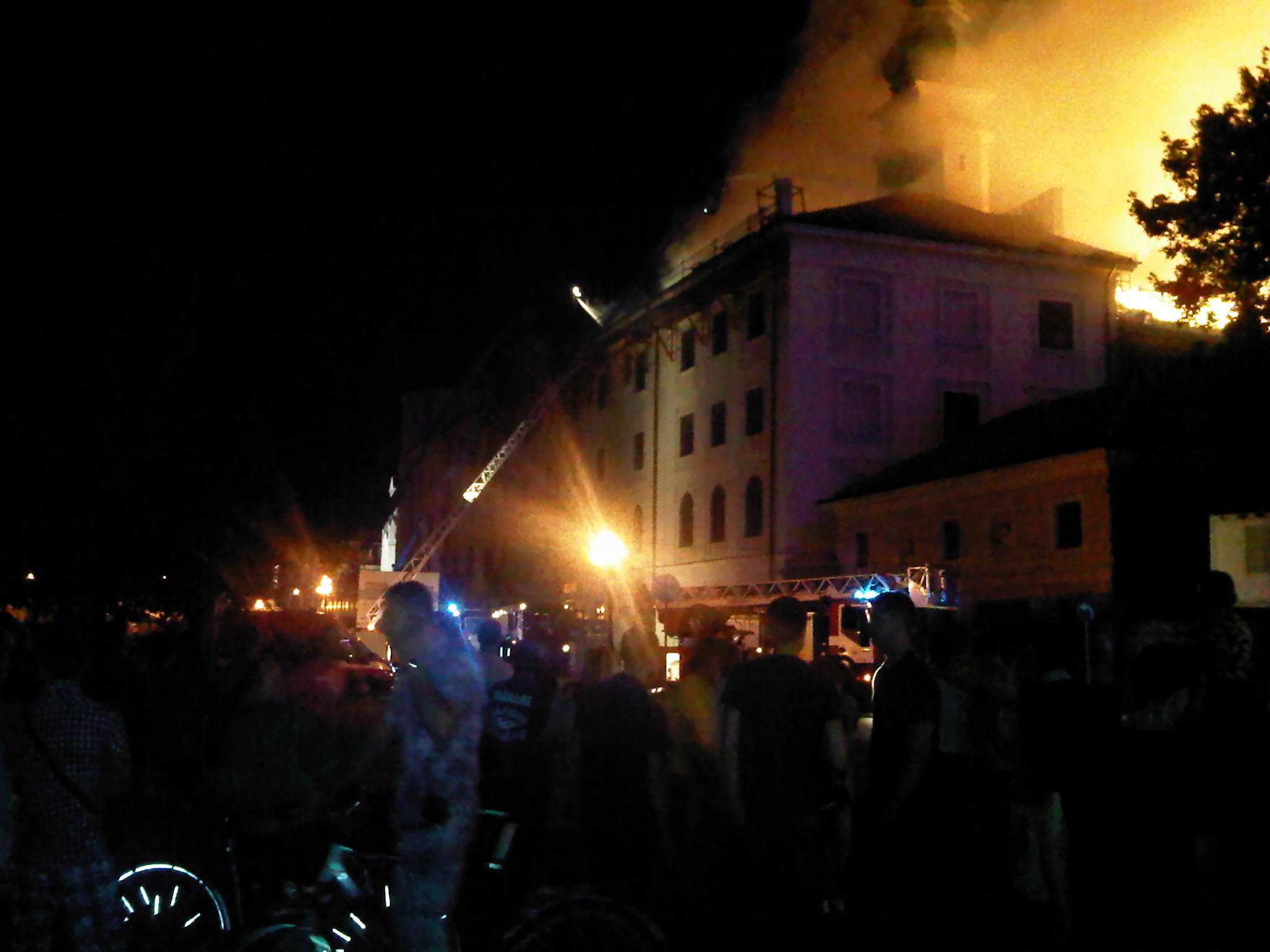
Több tucat ember gyűlt össze a vár előtt, miközben a tűzoltók oltották a tüzet.

2015 végén fejeződött be a rigai vár előcsarnokának és keleti szárnyának 3 évig tartó helyreállítása. 2016. augusztus 22-én Raimonds Vējonis lett köztársasági elnök visszatért megújult munkahelyére.

### 2013-as tűzeset
A rigai vár 2012 decemberében megkezdett rekonstrukcióján dolgozó építők 2013. június 20-án 18:45-kor mentek haza, ekkor a várat a katonai rendőrségnek adták át, akik azt őrizték. Körülbelül 22 óra 21 perckor tűz ütött ki a várban és kihívták a tűzoltókat. Több százan mentek megnézni a tüzet.

Éjfél után a hatóságok bejelentették, hogy a tűz elérte a legnagyobb méretét és a Daugava folyón túl is látható volt. Hajnali 1 óra körül az Állami Tűzoltó- és Mentőszolgálat (SFRS) arról számolt be, hogy az akcióban 79 mentő, 11 harckocsi, 3 létrás tűzoltóautó, 1 kosaras tűzoltóautó és 3 speciális jármű vett részt, valamint a tűzoltót, aki füstmérgezést kapott, kórházba szállították. Nem sokkal hajnali 2 óra előtt a vár teteje már nem látszott, elnyelték a lángok. Hajnali 3 óra 53 perckor észlelték a tűz forrását, és 4 óra 45 perckor helyreállt a forgalom a November 11. rakparton, az Akmens és a Vanšu híd között. A tüzet következő nap 14 óra 21 perckor sikerült eloltaniuk.

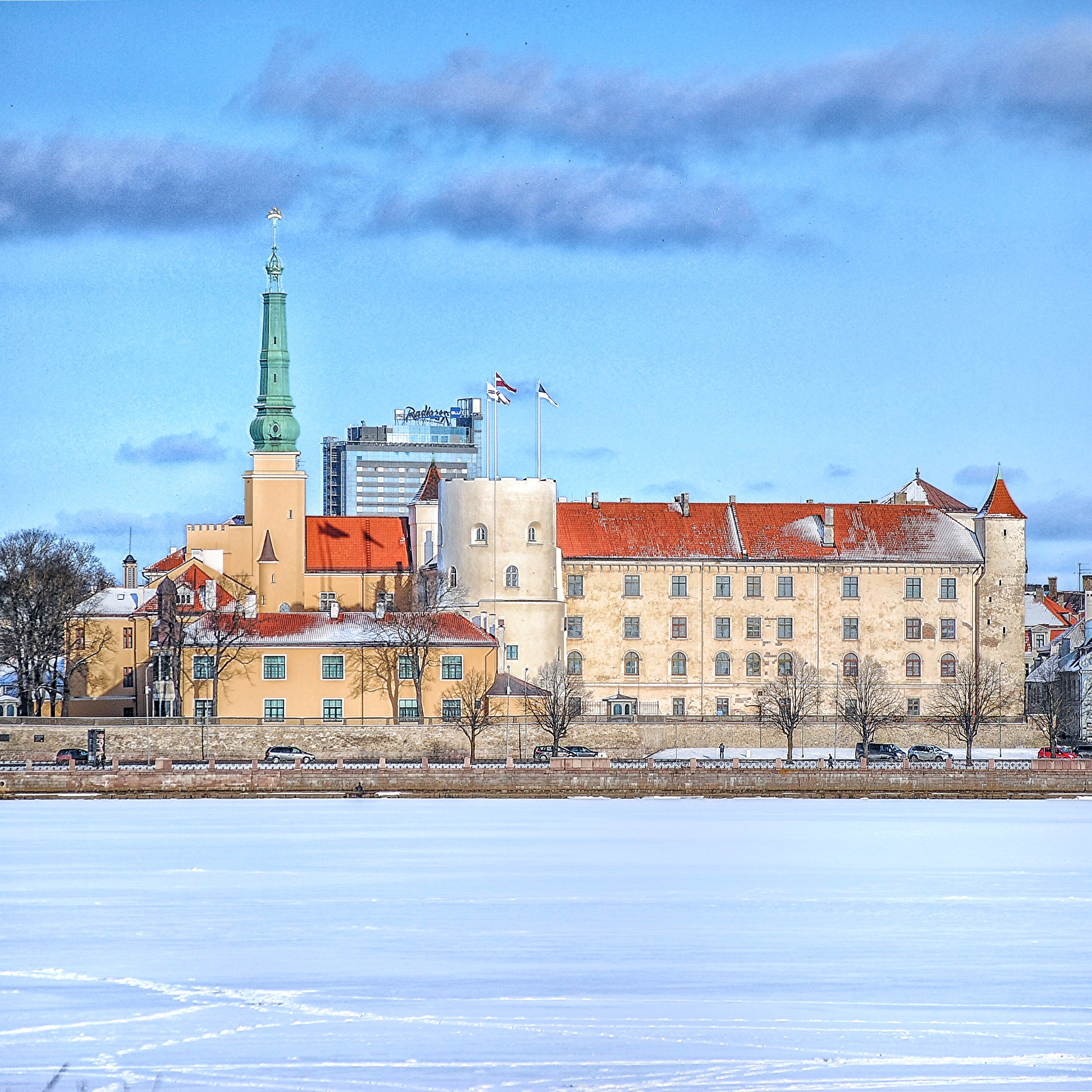
A rigai vár 2018 telén

Az Állami Tűzoltó- és Mentőszolgálat rigai ügynöksége minden rendelkezésre álló egységet összegyűjtött, beleértve a jūrmalai tűzoltóság egységeit is, hogy eloltsa a tüzet. Alvis Brūveris katonai rendőr tizedes eresztette le a lett zászlót a várban, amelyet pénteken, június 21-én a rangidős első osztályú katonai rendőr, Aldis Dortāns helyezett vissza.
A tűz utáni napon a katasztrófavédelem tűzoltói becslése szerint a várból körülbelül 3200 négyzetméter semmisült meg, ebből 2400 négyzetméter a palota tetején és a padláson, 600 négyzetméter a negyedik emeleten és 200 négyzetméter a harmadikon. A Vörös Terem majdnem teljesen leégett, a Fehér Terem súlyosan megrongálódott, és az Állami Fesztivál, a Nagyköveti Akkreditációs és a Címer Termek is megsérültek. A vár legmasszívabb része, amelyben az elnöki kancellária és a Lett Művészeti Múzeum is helyet kapott, szintén érintett volt, a Nemzeti Történeti Múzeum kivételével. Összesen 27,3 millió lat értékben volt biztosított. A tűzeset miatt büntetőeljárás indult.
A tűz idején a közösségi médiában aggodalmukat fejezték ki az emberek a Várban található egyedülálló múzeumi gyűjtemények helyzetével kapcsolatban. Egyik gyűjtemény sem pusztult el a tűzben, egy része azonban vízkárosult.

## Építészet
Az eredeti vár egy háromemeletes épület volt, amely egy téglalap alakú udvart zárt be, és négy téglalap alakú torony volt a sarkokban. A vár 1484-es lebontása után a haditechnika legújabb találmányait követve két kerek toronnyal újjáépítették. Hatalmas fejlődésen ment keresztül a 17. században, amikor szinte folyamatosan bővítették. 1682-ben egy arzenált csatoltak az épülethez, majd mintegy száz évvel később, 1783-ban lebontották, hogy a helyére egy bíróságot építsenek.

## Fordítás
Ez a szócikk részben vagy egészben  a   Riga Castle című angol Wikipédia-szócikk ezen változatának fordításán alapul.  Az eredeti cikk szerkesztőit annak laptörténete sorolja fel. Ez a jelzés csupán a megfogalmazás eredetét és a szerzői jogokat jelzi, nem szolgál a cikkben szereplő információk forrásmegjelöléseként.